# Newton under Roseberry
Newton under Roseberry – wieś w Anglii, w hrabstwie ceremonialnym North Yorkshire, w dystrykcie (unitary authority) Redcar and Cleveland. Leży 62 km na północ od miasta York i 340 km na północ od Londynu.